# 유홍 (무도효후)
유홍(劉弘, ? ~ ?)은 전한의 제후로, 광천유왕의 손자이다.

## 행적
아버지 유조의 뒤를 이어 무도후(武陶侯)에 봉해졌다.
시호를 효라 하였고, 아들 유훈이 작위를 이었다.

## 출전
- 반고, 《한서》 권15하 왕자후표 下

| 선대 아버지 무도절후 유조 | 전한의 무도후 ? ~ ? | 후대 아들 무도절후 유훈 |